# Ruprechtia

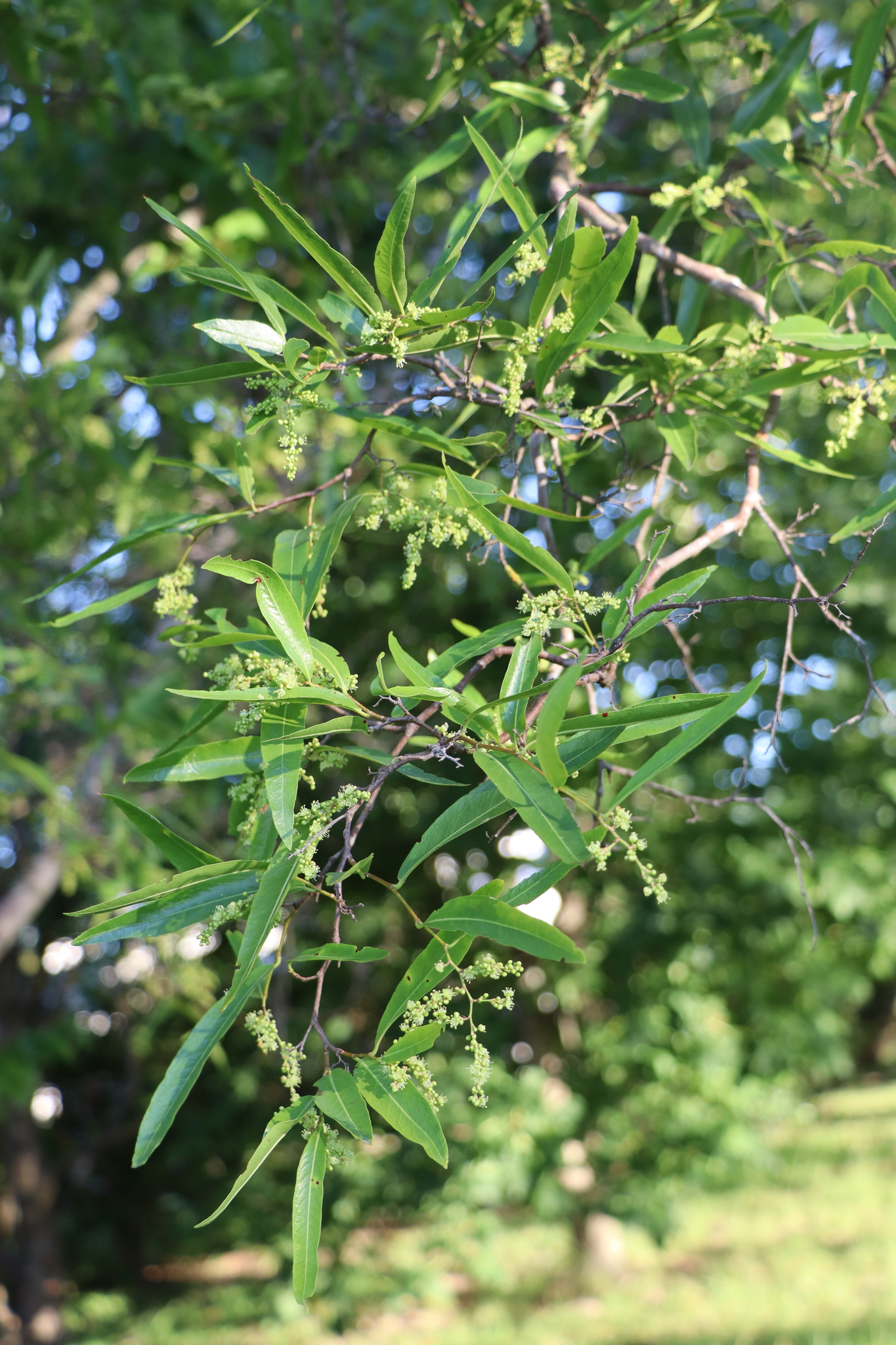
Ruprechtia salicifolia

Ruprechtia  – rodzaj roślin z rodziny rdestowatych (Polygonaceae). Obejmuje 31 gatunków. Występują one w strefie międzyzwrotnikowej kontynentów amerykańskich od północnego Meksyku po północną Argentynę. Są to rośliny drzewiaste, czasem z pędami wewnątrz pustymi, zasiedlanymi przez mrówki.

## Morfologia
PokrójDrzewa, krzewy i liany. Pędy zwykle pełne, rzadko dęte.
LiścieSkrętoległe.
KwiatyZebrane w kwiatostany wiechowate wyrastające w kątach liści i na szczytach pędów. Kwiaty są jednopłciowe (rośliny są dwupienne). Kwiaty męskie szypułkowe, kwiaty żeńskie rozwijają się skupione po 2–3 w węzłach kwiatostanu. Listki okwiatu kwiatów żeńskich silnie powiększają się i czerwienieją w czasie owocowania.
OwoceNiełupki zamknięte w trwałym, krótszym od nich okwiecie, z listkami okwiatu pełniącymi funkcję skrzydełek.

## Systematyka
Pozycja systematyczna
Rodzaj z podrodziny Eriogonoideae z rodziny rdestowatych (Polygonaceae).
Wykaz gatunków
- Ruprechtia albida Pendry
- Ruprechtia aperta Pendry
- Ruprechtia apetala Wedd.
- Ruprechtia apurensis Pendry
- Ruprechtia brachysepala Meisn.
- Ruprechtia brachystachya Benth.
- Ruprechtia carina Pendry
- Ruprechtia chiapensis Lundell ex Standl. & Steyerm.
- Ruprechtia costaricensis Pendry
- Ruprechtia costata Meisn.
- Ruprechtia crenata (Casar.) R.A.Howard
- Ruprechtia cruegeri Griseb. ex Lindau
- Ruprechtia curranii S.F.Blake
- Ruprechtia exploratricis Sandwith
- Ruprechtia fusca Fernald
- Ruprechtia glauca Meisn.
- Ruprechtia howardiana Aymard & P.E.Berry
- Ruprechtia jamesonii Meisn.
- Ruprechtia laevigata Pendry
- Ruprechtia latifunda Pendry
- Ruprechtia laxiflora Meisn.
- Ruprechtia lundii Meisn.
- Ruprechtia maracaensis Brandbyge
- Ruprechtia nicaraguensis Pendry
- Ruprechtia obovata Pendry
- Ruprechtia pallida Standl.
- Ruprechtia paranensis Pendry
- Ruprechtia peruviana Pendry
- Ruprechtia salicifolia (Cham. & Schltdl.) C.A.Mey.
- Ruprechtia standleyana Cocucci
- Ruprechtia tangarana Standl.